# Johann Peter Süssmilch
Johann Peter Süßmilch ou simplesmente Süssmilch, como é muitas vezes citado na literatura (3 de setembro de 1707 em Zehlendorf - 22 de março de 1767 em Berlim) foi um sacerdote, estatístico e demógrafo alemão.